# 萨利纳斯-达马加里达
萨利纳斯-达马加里达是巴西巴伊亚州的一个市镇。总面积148.327平方公里，总人口11207人，人口密度75.6人/平方公里。